# Xã Lewis, Quận New Madrid, Missouri
Xã Lewis (tiếng Anh: Lewis Township) là một xã thuộc quận New Madrid, tiểu bang Missouri, Hoa Kỳ. Năm 2010, dân số của xã này là 1.802 người.